# Peter Dschulnigg
Peter Dschulnigg (* 11. Juli 1943 in Romanshorn, Thurgau, Schweiz; † 26. Mai 2011 in Berlingen TG) war ein römisch-katholischer Schweizer Theologe und Neutestamentler.

## Leben und Wirken
Peter Dschulnigg wurde 1943 als jüngster von drei Brüdern in Romanshorn geboren. Ab 1967 studierte er an der Theologischen Fakultät der nachmaligen Universität Luzern und an der Universität Regensburg. 1984 legte er seine Dissertation über das Markus-Evangelium vor. 1988 habilitierte sich Dschulnigg an der Universität Luzern mit einer vergleichenden Arbeit zu Rabbinischen Gleichnissen und dem Neuen Testament.
Von 1991 bis zu seiner Emeritierung 2008 wirkte er als Lehrstuhlinhaber für Neues Testament an der Ruhr-Universität Bochum. Er verfasste zahlreiche Bücher, Aufsätze, Lexikonartikel und Buchbesprechungen.
Im Mai 2011 verstarb Peter Dschulnigg an den Folgen seiner Parkinson-Erkrankung am schweizseitigen Ufer des Bodensees.

## Ehrungen
Im Juni 2012 ehrten Freunde, Kollegen und seine Schüler, darunter Beate Kowalski, den Verstorbenen durch eine „Akademie in Gedanken an Peter Dschulnigg“ an der Ruhr-Universität Bochum.

## Schriften (Auswahl)
- Sprache, Redaktion und Intention des Markus-Evangeliums. Eigentümlichkeiten der Sprache des Markus-Evangeliums und ihre Bedeutung für die Redaktionskritik. Verlag Katholisches Bibelwerk, Stuttgart 1986, ISBN 3-460-00111-9.
- Rabbinische Gleichnisse und das Neue Testament. Die Gleichnisse der PesK im Vergleich mit den Gleichnissen Jesu und dem Neuen Testament. Lang, Bern 1988, ISBN 3-261-03912-4.
- Stilkritik und Verfasserfrage im Johannesevangelium. Die johanneischen Sprachmerkmale auf dem Hintergrund des Neuen Testaments und des zeitgenössischen hellenistischen Schrifttums. Vandenhoeck und Ruprecht, Göttingen 1991, ISBN 3-525-53918-5.
- Petrus im Neuen Testament. Verlag Katholisches Bibelwerk, Stuttgart 1996, ISBN 3-460-33122-4.
- Jesus begegnen. Personen und ihre Bedeutung im Johannesevangelium. Lit, Münster 2000, ISBN 3-8258-5042-0.
- Das Markusevangelium (= Theologischer Kommentar zum Neuen Testament, Band 2). Kohlhammer, Stuttgart 2007, ISBN 978-3-17-019770-1.
- Gesammelte Studien zu Einleitungsfragen und zu Theologie und Exegese des Neuen Testaments. Herausgegeben von Beate Kowalski, Richard Höffner und Joseph Verheyden. Peeters, Leuven 2010, ISBN 978-90-429-2279-2.